# Предсједавајући Предсједништва Босне и Херцеговине
Следи хронолошки списак предсједника Предсједништва Босне и Херцеговине.

## Историја
Од 1998, на мјесту предсједавајућег Предсједништва се ротирају 3 члана свих конститутивних народа Босне и Херцеговине.
- Жељка Цвијановић (16. новембар 2024. — тренутна функција)
- Денис Бећировић (16. март 2024. — 16. новембар 2024.)
- Жељко Комшић (16. јул 2023. — 16. март 2024.)
- Жељка Цвијановић (16. новембар 2022. — 16. јул 2023.)
- Шефик Џаферовић (20. март 2022. — 16. новембар 2022)
- Жељко Комшић (20. јул 2021. — 20. март 2022)
- Милорад Додик (20. новембар 2020. — 20. јул 2021)
- Шефик Џаферовић (20. март 2020. — 20. новембар 2020)
- Жељко Комшић (20. јул 2019. — 20. март 2020)
- Милорад Додик (20. новембар 2018. — 20. јул 2019)
- Бакир Изетбеговић (17. март 2018. — 20. новембар 2018)
- Драган Човић (17. јул 2017. — 17. март 2018)
- Младен Иванић (17. новембар 2016. — 17. јул 2017)
- Бакир Изетбеговић (17. март 2016. — 17. новембар 2016)
- Драган Човић (17. јул 2015. — 17. март 2016)
- Младен Иванић (17. новембар 2014. — 17. јул 2015)
- Бакир Изетбеговић (10. март 2014. — 17. новембар 2014)
- Жељко Комшић (10. новембар 2012. — 10. јул 2013)
- Небојша Радмановић (10. новембар 2012. — 10. јул 2013)
- Бакир Изетбеговић (10. март 2012. — 10. новембар 2012)
- Жељко Комшић (10. јул 2011. — 10. март 2012)
- Небојша Радмановић (6. новембар 2010. — 6. јул 2011)
- Харис Силајџић (6. март 2010. — 6. новембар 2010)
- Жељко Комшић (6. јул 2009. — 6. март 2010)
- Небојша Радмановић (6. новембар 2008. — 6. јул 2009)
- Харис Силајџић (7. март 2008. — 6. новембар 2008)
- Жељко Комшић (6. јул 2007. — 7. март 2008)
- Небојша Радмановић (6. новембар 2006. — 6. јул 2007)
- Сулејман Тихић (28. фебруар 2006. — 6. новембар 2006)
- Иво Миро Јовић (28. јун 2005. — 28. фебруар 2006)
- Борислав Паравац (октобар 2004. — 28. јун 2005)
- Сулејман Тихић (28. фебруар 2004. — октобар 2004)
- Драган Човић (27. јун 2003. — 28. фебруар 2004)
- Борислав Паравац (10. април 2003. — 27. јун 2003)
- Драган Човић (2. април 2003. — 10. април 2003)
- Мирко Шаровић (28. октобар 2002. — 2. април 2003)
- Бериз Белкић (14. фебруар 2002. — 28. октобар 2002)
- Јозо Крижановић (14. јун 2001. — 14. фебруар 2002)
- Живко Радишић (14. октобар 2000. — 14. јун 2001)
- Алија Изетбеговић (14. фебруар 2000. — 14. октобар 2000)
- Анте Јелавић (15. јун 1999. — 14. фебруар 2000)
- Живко Радишић (13. октобар 1998. — 15. јун 1999)
- Алија Изетбеговић (октобар 1996. — 13. октобар 1998)

### 1990—1996.
У периоду између 20. децембра 1990. и октобра 1996, Алија Изетбеговић је био предсједник Предсједништва крње Босне и Херцеговине. Босна и Херцеговина је изгласала независност 1992. године на референдуму са бојкотом српског становништва.

## Предсједавајући Предсједништава БиХ
| #   | Предсједавајући Предсједништава | Предсједавајући Предсједништава | Националност | Вријеме на власти                      | Странка | Странка                           |
| --- | ------------------------------- | ------------------------------- | ------------ | -------------------------------------- | ------- | --------------------------------- |
| 1.  |                                 | Алија Изетбеговић (1925–2003)   | Бошњак       | 5. октобар 1996. – 13. октобар 1998.   |         | Странка демократске акције        |
| 2.  |                                 | Живко Радишић (1937–2021)       | Србин        | 13. октобар 1998. – 15. јун 1999.      |         | Социјалистичка партија            |
| 3.  |                                 | Анте Јелавић (1963)             | Хрват        | 15. јун 1999. – 14. фебруар 2000.      |         | Хрватска демократска заједница    |
| 4.  |                                 | Алија Изетбеговић (1925–2003)   | Бошњак       | 14. фебруар 2000. – 14. октобар 2000.  |         | Странка демократске акције        |
| 5.  |                                 | Живко Радишић (1937–2021)       | Србин        | 14. октобар 2000. – 15. јун 2001.      |         | Социјалистичка партија            |
| 6.  |                                 | Јозо Крижановић (1944–2009)     | Хрват        | 15. јун 2001. – 14. фебруар 2002.      |         | Социјалдемократска партија        |
| 7.  |                                 | Бериз Белкић (1946–2023)        | Бошњак       | 14. фебруар 2002. – 28. октобар 2002.  |         | Странка за Босну и Херцеговину    |
| 8.  |                                 | Мирко Шаровић (1956)            | Србин        | 28. октобар 2002. – 2. април 2003.     |         | Српска демократска странка        |
| 9.  |                                 | Драган Човић (1956)             | Хрват        | 2. април 2003. – 10. април 2003.       |         | Хрватска демократска заједница    |
| 10. |                                 | Борислав Паравац (1943)         | Србин        | 10. април 2003. – 27. јун 2003.        |         | Српска демократска странка        |
| 11. |                                 | Драган Човић (1956)             | Хрват        | 27. јун 2003. – 28. фебруар 2004.      |         | Хрватска демократска заједница    |
| 12. |                                 | Сулејман Тихић (1951–2014)      | Бошњак       | 28. фебруар 2004. – 28. октобар 2004.  |         | Странка демократске акције        |
| 13. |                                 | Борислав Паравац (1943)         | Србин        | 28. октобар 2004. – 28. јун 2005       |         | Српска демократска странка        |
| 14. |                                 | Иво Миро Јовић (1950)           | Хрват        | 28. јун 2005. – 28. фебруар 2006.      |         | Хрватска демократска заједница    |
| 15. |                                 | Сулејман Тихић (1951–2014)      | Бошњак       | 28. фебруар 2006. – 6. новембар 2006.  |         | Странка демократске акције        |
| 16. |                                 | Небојша Радмановић (1949)       | Србин        | 6. новембар 2006. – 6. јул 2007.       |         | Савез независних социјалдемократа |
| 17. |                                 | Жељко Комшић (1964)             | Хрват        | 6. јул 2007. – 6. март 2008.           |         | Социјалдемократска партија        |
| 18. |                                 | Харис Силајџић (1945)           | Бошњак       | 6. март 2008. – 6. новембар 2008.      |         | Странка за Босну и Херцеговину    |
| 19. |                                 | Небојша Радмановић (1949)       | Србин        | 6. новембар 2008. – 6. јул 2009.       |         | Савез независних социјалдемократа |
| 20. |                                 | Жељко Комшић (1964)             | Хрват        | 6. јул 2009. – 6. март 2010.           |         | Социјалдемократска партија        |
| 21. |                                 | Харис Силајџић (1945)           | Бошњак       | 6. март 2010. – 10. новембар 2010.     |         | Странка за Босну и Херцеговину    |
| 22. |                                 | Небојша Радмановић (1949)       | Србин        | 10. новембар 2010. – 10. јул 2011.     |         | Савез независних социјалдемократа |
| 23. |                                 | Жељко Комшић (1964)             | Хрват        | 10. јул 2011. – 10. март 2012.         |         | Социјалдемократска партија        |
| 24. |                                 | Бакир Изетбеговић (1956)        | Бошњак       | 10. март 2012. – 10. новембар 2012.    |         | Странка демократске акције        |
| 25. |                                 | Небојша Радмановић (1949)       | Србин        | 10. новембар 2012. – 10. јул 2013.     |         | Савез независних социјалдемократа |
| 26. |                                 | Жељко Комшић (1964)             | Хрват        | 10. јул 2013. – 10. март 2014.         |         | Демократска фронта                |
| 27. |                                 | Бакир Изетбеговић (1956)        | Бошњак       | 10. март 2014. – 17. новембар 2014.    |         | Странка демократске акције        |
| 28. |                                 | Младен Иванић (1958)            | Србин        | 17. новембар 2014. – 17. јул 2015.     |         | Партија демократског прогреса     |
| 29. |                                 | Драган Човић (1956)             | Хрват        | 17. јул 2015. – 17. март 2016.         |         | Хрватска демократска заједница    |
| 30. |                                 | Бакир Изетбеговић (1956)        | Бошњак       | 17. март 2016. – 17. новембар 2016.    |         | Странка демократске акције        |
| 31. |                                 | Младен Иванић (1958)            | Србин        | 17. новембар 2016. – 17. јул 2017.     |         | Партија демократског прогреса     |
| 32. |                                 | Драган Човић (1956)             | Хрват        | 17. јул 2017. – 17. март 2018.         |         | Хрватска демократска заједница    |
| 33. |                                 | Бакир Изетбеговић (1956)        | Бошњак       | 17. март 2018. – 20. новембар 2018.    |         | Странка демократске акције        |
| 34. |                                 | Милорад Додик (1959)            | Србин        | 20. новембар 2018. – 20. јул 2019.     |         | Савез независних социјалдемократа |
| 35. |                                 | Жељко Комшић (1964)             | Хрват        | 20. јул 2019. – 20. март 2020.         |         | Демократска фронта                |
| 36. |                                 | Шефик Џаферовић (1957)          | Бошњак       | 20. март 2020. – 20. новембар 2020.    |         | Странка демократске акције        |
| 37. |                                 | Милорад Додик (1959)            | Србин        | 20. новембар 2020. – 20. јул 2021.     |         | Савез независних социјалдемократа |
| 38. |                                 | Жељко Комшић (1964)             | Хрват        | 20. јул 2021. – 20. март 2022.         |         | Демократска фронта                |
| 39. |                                 | Шефик Џаферовић (1957)          | Бошњак       | 20. март 2022. – 16. новембар 2022.    |         | Странка демократске акције        |
| 40. |                                 | Жељка Цвијановић (1967)         | Српкиња      | 16. новембар 2022. – 16. јул 2023.     |         | Савез независних социјалдемократа |
| 41. |                                 | Жељко Комшић (1964)             | Хрват        | 16. јул 2023. – 16. март 2024.         |         | Демократска фронта                |
| 42. |                                 | Денис Бећировић (1975)          | Бошњак       | 16. март 2024. – 16. новембар 2024.    |         | Социјалдемократска партија        |
| 43. |                                 | Жељка Цвијановић (1967)         | Српкиња      | 16. новембар 2024. – тренутна функција |         | Савез независних социјалдемократа |